# 대구염색산업단지
대구염색산업단지(大邱染色産業團地)는 대구광역시 서구 비산7동과 달서천 이남지역중 평리6동의 새동네 이북지역과 이현동 일부 지역에 위치한 지방산업단지이다. 면적은 855(천m2), 업체수는 126개이다.

## 역사
- 1978년 비산 염색 전용공업단지 조성에 관한 조례 공포.
- 1980년 30,000톤 폐수처리장 건설.
- 1980년대 초반부터 조성된 폴리에스테르 감량 가공 붐으로 염색업체 활기.
- 1981년 전용공업용수 시설 설치.
- 1987년 열병합발전소 건립.
- 1988년 공동폐수처리장 증.개축공사(70,000톤).
- 1990년대 후반 열병합발전소 시설 증설 및 보완.
- 1990년대 후반 염색기술 연구소 설립.

## 현황

### 부지
- 공장부지 : 600,316m2 (261천평)
- 공동이용시설 : 122,850m2 (182천평)
- 지원시설 : 8,761m2 (3천평)
- 공공용지 : 119,093m2 (36천평) *도로용지
- 녹지 : 11,111m2 (3천평)

### 공동이용시설
- 열병합발전소
  - 시설용량 중기 : 540TON/H, 발전 : 73,100kw, 연수 : 70,000m2/일
- 공동폐수처리장
  - 처리능력 기존단지 : 85,000m2/일, 확장지구 : 20,000m2/일
- 전용공업용수 : 120,000m2/일
- 생활용수 : 3,000m2/일
- 중기배관 총연장 : 17.07km
- 오수로 총연장 : 8.3km